# Tale e quale show (quattordicesima edizione)
La quattordicesima edizione del talent show Tale e quale show è andata in onda ogni venerdì in prima serata su Rai 1 dal 20 settembre all'8 novembre 2024 per otto puntate con la conduzione di Carlo Conti. Per la prima volta dopo dodici anni, il programma non è seguito dal consueto appuntamento col torneo.
In questa edizione la giuria subisce una variazione: Loretta Goggi abbandona dopo dodici anni il programma, sostituita da Alessia Marcuzzi; confermati invece Giorgio Panariello e Cristiano Malgioglio. I giurati sono inoltre affiancati da un giudice speciale diverso per ogni puntata che deve stilare anch'egli una classifica come quarto giurato. I concorrenti rimangono undici, rispettivamente 5 uomini e 6 donne.
In quest'edizione ritornano i duetti (come nella quarta e quinta edizione), che vengono interpretati da due artisti del cast fisso, o da uno di essi con un ospite; nel caso in cui il duetto sia interpretato da membri del cast fisso, i due concorrenti vengono valutati singolarmente dalla giuria.
Come per l'edizione precedente, i telespettatori possono esprimere le proprie preferenze tramite l'utilizzo dei social; le tre esibizioni più apprezzate assegnano ai rispettivi concorrenti 5, 3 e 1 punto.
L'edizione è stata vinta da Verdiana Zangaro, seconda classificata Kelly Joyce e terzo classificato Feysal Bonciani.

## Cast

### Concorrenti

#### Uomini
- Simone Annicchiarico
- Massimo Bagnato
- Thomas
- Feysal Bonciani
- Roberto Ciufoli

#### Donne
- Carmen Di Pietro
- Kelly Joyce
- Justine Mattera
- Giulia Penna
- Amelia Villano
- Verdiana Zangaro

### Giudici
La giuria è composta da:
- Alessia Marcuzzi
- Giorgio Panariello
- Cristiano Malgioglio

#### Quarto giudice
Anche in quest'edizione la giuria viene affiancata dalla presenza di un quarto giurato diverso per ogni puntata, che partecipa al voto delle esibizioni e stila una propria classifica come giudice. Nella tabella sottostante sono riportati i personaggi che hanno ricoperto di volta in volta il suddetto ruolo.
| Puntata | Messa in onda     | Quarto giudice     |
| ------- | ----------------- | ------------------ |
| 1       | 20 settembre 2024 | Stefano De Martino |
| 2       | 27 settembre 2024 | Katia Follesa      |
| 3       | 4 ottobre 2024    | Pupo               |
| 3       | 4 ottobre 2024    | Enrico Brignano    |
| 4       | 11 ottobre 2024   | Geppi Cucciari     |
| 5       | 18 ottobre 2024   | Gabriele Cirilli   |
| 6       | 25 ottobre 2024   | Pupo               |
| 7       | 1º novembre 2024  | Massimo Lopez      |
| 8       | 8 novembre 2024   | Paolo Bonolis      |

### Coach
Coach dei concorrenti sono:
- Daniela Loi: vocal coach
- Matteo Becucci: vocal coach
- Maria Grazia Fontana: vocal coach
- Fabrizio Mainini: coreografo
- Emanuela Aureli: imitatrice
- Antonio Mezzancella: vocal coach
- Pinuccio Pirazzoli: direttore d'orchestra

## Puntate

### Prima puntata
La prima puntata è andata in onda il 20 settembre 2024 ed è stata vinta da Feysal Bonciani, che ha interpretato Bruno Mars in Uptown Funk.
| Ordine | Canzone e cantante imitato                  | Concorrente          | Punteggio | Panariello | Marcuzzi | Malgioglio | De Martino | Concorrenti | Social |
| ------ | ------------------------------------------- | -------------------- | --------- | ---------- | -------- | ---------- | ---------- | ----------- | ------ |
| 11     | Uptown Funk - Bruno Mars                    | Feysal Bonciani      | 84        | 15         | 15       | 14         | 15         | 25          | -      |
| 4      | Meraviglioso amore mio - Arisa              | Verdiana Zangaro     | 71        | 14         | 13       | 15         | 14         | 10          | 5      |
| 9      | Tre settimane da raccontare - Fred Bongusto | Massimo Bagnato      | 63        | 13         | 14       | 13         | 13         | 10          | -      |
| 2      | La noia - Angelina Mango                    | Amelia Villano       | 51        | 12         | 12       | 12         | 12         | -           | 3      |
| 5      | Single Ladies - Beyoncé                     | Kelly Joyce          | 40        | 9          | 10       | 11         | 10         | -           | -      |
| 7      | Ovunque sarai - Irama                       | Thomas               | 37        | 8          | 11       | 10         | 8          | -           | -      |
| 1      | Cogli la prima mela - Angelo Branduardi     | Roberto Ciufoli      | 36        | 7          | 9        | 8          | 7          | 5           | -      |
| 10     | Click Boom! - Rose Villain                  | Giulia Penna         | 36        | 11         | 6        | 7          | 11         | -           | 1      |
| 3      | In the Summertime - Mungo Jerry             | Simone Annicchiarico | 31        | 6          | 7        | 9          | 9          | -           | -      |
| 8      | It's Raining Men - Geri Halliwell           | Justine Mattera      | 30        | 10         | 8        | 6          | 6          | -           | -      |
| 6      | Kobra - Donatella Rettore                   | Carmen Di Pietro     | 25        | 5          | 5        | 5          | 5          | 5           | -      |

- Quarto giudice: Stefano De Martino
- Ospiti: Marco Liorni, Maria De Filippi[7]

### Seconda puntata
La seconda puntata è andata in onda il 27 settembre 2024 ed è stata vinta da Verdiana Zangaro, che ha interpretato Céline Dion in All By Myself.
| Ordine | Canzone e cantante imitato              | Concorrente          | Punteggio | Panariello | Marcuzzi | Malgioglio | Follesa | Concorrenti | Social |
| ------ | --------------------------------------- | -------------------- | --------- | ---------- | -------- | ---------- | ------- | ----------- | ------ |
| 3      | All by Myself - Céline Dion             | Verdiana Zangaro     | 69        | 15         | 15       | 15         | 14      | 5           | 5      |
| 10     | Goldfinger - Shirley Bassey             | Kelly Joyce          | 66        | 14         | 14       | 13         | 15      | 10          | -      |
| 4      | Tutto il resto è noia - Franco Califano | Simone Annicchiarico | 55        | 13         | 12       | 14         | 11      | 5           | -      |
| 9      | Cento campane - Lando Fiorini           | Massimo Bagnato      | 52        | 10         | 10       | 10         | 12      | 10          | -      |
| 7      | Tango - Tananai                         | Thomas               | 47        | 8          | 9        | 12         | 8       | 10          | -      |
| 8      | Shake It Off - Taylor Swift             | Giulia Penna         | 47        | 9          | 11       | 9          | 10      | 5           | 3      |
| 6      | Purple Rain e Kiss - Prince             | Feysal Bonciani      | 45        | 12         | 13       | 11         | 9       | -           | -      |
| 1      | Sinceramente - Annalisa                 | Amelia Villano       | 41        | 11         | 8        | 8          | 13      | -           | 1      |
| 5      | Sesso e samba - Tony Effe               | Roberto Ciufoli      | 30        | 7          | 6        | 6          | 6       | 5           | -      |
| 2      | Zum Zum Zum - Sylvie Vartan             | Justine Mattera      | 27        | 6          | 7        | 7          | 7       | -           | -      |
| 5      | Sesso e samba - Gaia                    | Carmen Di Pietro     | 25        | 5          | 5        | 5          | 5       | 5           | -      |

- Quarto giudice: Katia Follesa
- Ospiti: Massimo Giletti
- Duetto della puntata: Roberto Ciufoli e Carmen Di Pietro hanno interpretato Tony Effe e Gaia in Sesso e samba.

### Terza puntata
La terza puntata è andata in onda il 4 ottobre 2024 ed è stata vinta da Kelly Joyce, che ha interpretato Diana Ross in Endless Love.
| Ordine | Canzone e cantante imitato                        | Concorrente          | Punteggio | Panariello | Marcuzzi | Malgioglio | Pupo | Brignano | Concorrenti | Social |
| ------ | ------------------------------------------------- | -------------------- | --------- | ---------- | -------- | ---------- | ---- | -------- | ----------- | ------ |
| 9      | Endless Love - Diana Ross                         | Kelly Joyce          | 84        | 15         | 15       | 14         | 15   | 15       | 10          | -      |
| 9      | Endless Love - Lionel Richie                      | Feysal Bonciani      | 79        | 14         | 14       | 13         | 14   | 14       | 10          | -      |
| 6      | I'll Never Love Again - Lady Gaga                 | Verdiana Zangaro     | 75        | 12         | 12       | 15         | 13   | 13       | 5           | 5      |
| 1      | Sesso o esse - Renato Zero                        | Simone Annicchiarico | 64        | 11         | 13       | 10         | 8    | 7        | 15          | -      |
| 4      | Flowers - Miley Cyrus                             | Amelia Villano       | 55        | 13         | 10       | 9          | 12   | 11       | -           | -      |
| 2      | Greased Lightnin' - John Travolta                 | Thomas               | 53        | 7          | 9        | 12         | 10   | 10       | 5           | -      |
| 8      | Ragazza di periferia - Anna Tatangelo             | Giulia Penna         | 51        | 8          | 11       | 6          | 11   | 12       | -           | 3      |
| 7      | Pensami - Julio Iglesias                          | Massimo Bagnato      | 46        | 10         | 8        | 11         | 9    | 8        | -           | -      |
| 11     | Viva la pappa col pomodoro - Rita Pavone          | Justine Mattera      | 43        | 6          | 7        | 7          | 7    | 6        | 10          | -      |
| 3      | Vengo anch'io. No, tu no - Enzo Jannacci          | Roberto Ciufoli      | 38        | 9          | 6        | 8          | 6    | 9        | -           | -      |
| 5      | Vamos a bailar (Esta vida nueva) - Paola & Chiara | Carmen Di Pietro     | 26        | 5          | 5        | 5          | 5    | 5        | -           | 1      |

- Quarto giudice: Pupo
- Giudice ospite: Enrico Brignano
- Ospiti: Valeria Marini
- Duetto della puntata: Feysal Bonciani e Kelly Joyce hanno interpretato Lionel Richie e Diana Ross in Endless Love.

### Quarta puntata
La quarta puntata è andata in onda l'11 ottobre 2024 ed è stata vinta da Verdiana Zangaro, che ha interpretato Antonella Ruggiero in Ti sento.
| Ordine | Canzone e cantante imitato                            | Concorrente          | Punteggio | Panariello | Marcuzzi | Malgioglio | Cucciari | Concorrenti | Social |
| ------ | ----------------------------------------------------- | -------------------- | --------- | ---------- | -------- | ---------- | -------- | ----------- | ------ |
| 11     | Ti sento - Antonella Ruggiero                         | Verdiana Zangaro     | 73        | 15         | 14       | 15         | 14       | 10          | 5      |
| 6      | Proud Mary - Tina Turner                              | Kelly Joyce          | 55        | 14         | 12       | 14         | 15       | -           | -      |
| 8      | Start Me Up - Mick Jagger                             | Simone Annicchiarico | 53        | 8          | 15       | 12         | 13       | 5           | -      |
| 7      | Ti scatterò una foto - Tiziano Ferro                  | Thomas               | 52        | 10         | 9        | 10         | 12       | 10          | 1      |
| 3      | Stasera mi butto - Rocky Roberts                      | Feysal Bonciani      | 50        | 13         | 10       | 11         | 11       | 5           | -      |
| 2      | Bagno a mezzanotte - Elodie                           | Giulia Penna         | 48        | 9          | 13       | 9          | 9        | 5           | 3      |
| 10     | Dance the Night - Dua Lipa                            | Amelia Villano       | 43        | 11         | 11       | 13         | 8        | -           | -      |
| 4      | Material Girl - Madonna                               | Justine Mattera      | 38        | 7          | 7        | 7          | 7        | 10          | -      |
| 1      | Dove si balla - Dargen D'Amico                        | Roberto Ciufoli      | 34        | 12         | 8        | 8          | 6        | -           | -      |
| 9      | Sono una donna, non sono una santa - Rosanna Fratello | Carmen Di Pietro     | 30        | 5          | 5        | 5          | 5        | 10          | -      |
| 5      | Ci sarà - Al Bano e Romina Power                      | Massimo Bagnato      | 28        | 6          | 6        | 6          | 10       | -           | -      |

- Quarto giudice: Geppi Cucciari
- Ospiti: Biagio Izzo

### Quinta puntata
La quinta puntata è andata in onda il 18 ottobre 2024 ed è stata vinta da Amelia Villano, che ha interpretato Giusy Ferreri in Novembre.
| Ordine | Canzone e cantante imitato                  | Concorrente          | Punteggio | Panariello | Marcuzzi | Malgioglio | Cirilli | Concorrenti | Social |
| ------ | ------------------------------------------- | -------------------- | --------- | ---------- | -------- | ---------- | ------- | ----------- | ------ |
| 10     | Novembre - Giusy Ferreri                    | Amelia Villano       | 70        | 15         | 15       | 15         | 15      | 10          | -      |
| 3      | Luce (Tramonti a nord est) - Elisa          | Giulia Penna         | 56        | 13         | 13       | 10         | 12      | 5           | 3      |
| 8      | Without You - Mariah Carey                  | Verdiana Zangaro     | 56        | 12         | 10       | 13         | 11      | 5           | 5      |
| 1      | I p' me, tu p' te - Geolier                 | Massimo Bagnato      | 55        | 14         | 14       | 9          | 13      | 5           | -      |
| 2      | Can't Stop the Feeling! - Justin Timberlake | Thomas               | 50        | 10         | 9        | 11         | 9       | 10          | 1      |
| 11     | Happy - Pharrell Williams                   | Feysal Bonciani      | 49        | 11         | 12       | 12         | 14      | -           | -      |
| 6      | Tous les mêmes - Stromae                    | Kelly Joyce          | 44        | 9          | 11       | 14         | 10      | -           | -      |
| 9      | Cicale - Heather Parisi                     | Justine Mattera      | 39        | 8          | 7        | 8          | 6       | 10          | -      |
| 5      | Me ne frego - Achille Lauro                 | Roberto Ciufoli      | 33        | 5          | 5        | 6          | 7       | 10          | -      |
| 4      | Quando dico che ti amo - Tony Renis         | Simone Annicchiarico | 30        | 7          | 8        | 7          | 8       | -           | -      |
| 7      | Figli delle stelle - Alan Sorrenti          | Carmen Di Pietro     | 22        | 6          | 6        | 5          | 5       | -           | -      |

- Quarto giudice: Gabriele Cirilli
- Ospiti: Luca Barbareschi, Andrea Delogu, Stefania Orlando

### Sesta puntata
La sesta puntata è andata in onda il 25 ottobre 2024 ed è stata vinta da Kelly Joyce, che ha interpretato Grace Jones in I've Seen That Face Before (Libertango).
| Ordine | Canzone e cantante imitato                            | Concorrente          | Punteggio | Panariello | Marcuzzi | Malgioglio | Pupo | Concorrenti | Social |
| ------ | ----------------------------------------------------- | -------------------- | --------- | ---------- | -------- | ---------- | ---- | ----------- | ------ |
| 10     | I've Seen That Face Before (Libertango) - Grace Jones | Kelly Joyce          | 67        | 15         | 14       | 14         | 14   | 10          | -      |
| 8      | I Got You (I Feel Good) - James Brown                 | Feysal Bonciani      | 59        | 12         | 12       | 15         | 15   | 5           | -      |
| 6      | No One - Alicia Keys                                  | Giulia Penna         | 57        | 13         | 13       | 12         | 13   | 5           | 1      |
| 2      | Lady Marmalade - Christina Aguilera                   | Verdiana Zangaro     | 51        | 10         | 8        | 11         | 12   | 5           | 5      |
| 5      | Tu vuò fà l'americano - Renato Carosone               | Roberto Ciufoli      | 50        | 14         | 15       | 7          | 9    | 5           | -      |
| 1      | Amami - Emma                                          | Amelia Villano       | 49        | 9          | 9        | 13         | 10   | 5           | 3      |
| 11     | Centro di gravità permanente - Franco Battiato        | Simone Annicchiarico | 43        | 11         | 10       | 10         | 7    | 5           | -      |
| 4      | These Boots Are Made for Walkin' - Nancy Sinatra      | Justine Mattera      | 41        | 8          | 11       | 6          | 6    | 10          | -      |
| 9      | Destinazione Paradiso - Gianluca Grignani             | Thomas               | 36        | 7          | 7        | 9          | 8    | 5           | -      |
| 3      | Strada facendo - Claudio Baglioni e Gianni Morandi    | Massimo Bagnato      | 31        | 6          | 6        | 8          | 11   | -           | -      |
| 7      | Tu che m'hai preso il cuor - Katia Ricciarelli (R)(1) | Carmen Di Pietro     | 20        | 5          | 5        | 5          | 5    | -           | -      |

- Quarto giudice: Pupo
- Ospiti: Luca Laurenti, Gianni Morandi[7] e Katia Ricciarelli[7]

### Settima puntata
La settima puntata è andata in onda il 1° novembre 2024 ed è stata vinta da Amelia Villano, che ha interpretato LP in Lost on You.
| Ordine | Canzone e cantante imitato             | Concorrente          | Punteggio | Panariello | Marcuzzi | Malgioglio | Lopez | Concorrenti | Social |
| ------ | -------------------------------------- | -------------------- | --------- | ---------- | -------- | ---------- | ----- | ----------- | ------ |
| 10     | Lost on You - LP                       | Amelia Villano       | 75        | 15         | 15       | 15         | 15    | 15          | -      |
| 7      | Take on Me - A-ha                      | Thomas               | 56        | 13         | 14       | 9          | 14    | 5           | 1      |
| 2      | Senza pietà - Anna Oxa                 | Verdiana Zangaro     | 53        | 14         | 10       | 11         | 8     | 5           | 5      |
| 1      | You Can Leave Your Hat On - Joe Cocker | Simone Annicchiarico | 52        | 9          | 12       | 13         | 13    | 5           | -      |
| 4      | Ma non tutta la vita - Ricchi e Poveri | Roberto Ciufoli      | 47        | 7          | 13       | 7          | 12    | 5           | 3      |
| 3      | Diamonds - Rihanna                     | Kelly Joyce          | 46        | 10         | 9        | 12         | 10    | 5           | -      |
| 6      | L'appuntamento - Ornella Vanoni        | Giulia Penna         | 46        | 8          | 11       | 10         | 7     | 10          | -      |
| 9      | Io che amo solo te - Sergio Endrigo    | Massimo Bagnato      | 42        | 11         | 8        | 14         | 9     | -           | -      |
| 5      | Billie Jean - Michael Jackson          | Feysal Bonciani      | 38        | 12         | 7        | 8          | 11    | -           | -      |
| 11     | Testa spalla - Don Lurio               | Justine Mattera      | 29        | 6          | 6        | 6          | 6     | 5           | -      |
| 8      | Da-da-um-pa - Gemelle Kessler          | Carmen Di Pietro     | 20        | 5          | 5        | 5          | 5     | -           | -      |

- Quarto giudice: Massimo Lopez
- Ospiti: Alba Parietti, Pino Insegno, Tiziana Foschi[25], Pamela Prati[25]

### Ottava puntata
L'ottava puntata è andata in onda l'8 novembre 2024 ed è stata vinta da Kelly Joyce, che ha interpretato Sade in Smooth Operator. Questa puntata ha inoltre decretato Verdiana Zangaro campionessa dell'edizione.
| Ordine | Canzone e cantante imitato                              | Concorrente          | Punteggio | Panariello | Marcuzzi | Malgioglio | Bonolis | Concorrenti | Social |
| ------ | ------------------------------------------------------- | -------------------- | --------- | ---------- | -------- | ---------- | ------- | ----------- | ------ |
| 4      | Smooth Operator - Sade                                  | Kelly Joyce          | 63        | 14         | 15       | 15         | 14      | 5           | -      |
| 3      | Dimmi come... - Alexia                                  | Giulia Penna         | 61        | 13         | 14       | 11         | 15      | 5           | 3      |
| 2      | Dedicato - Loredana Bertè                               | Amelia Villano       | 55        | 15         | 12       | 12         | 10      | 5           | 1      |
| 10     | Oggi sono io - Mina                                     | Verdiana Zangaro     | 55        | 10         | 9        | 14         | 12      | 5           | 5      |
| 11     | Sway - Michael Bublé                                    | Thomas               | 54        | 12         | 13       | 13         | 11      | 5           | -      |
| 7      | Piccola e fragile - Drupi                               | Massimo Bagnato      | 43        | 11         | 11       | 7          | 9       | 5           | -      |
| 6      | Shake A Tail Feather - Ray Charles                      | Feysal Bonciani      | 42        | 8          | 7        | 9          | 13      | 5           | -      |
| 9      | Crocodile Rock - Elton John                             | Simone Annicchiarico | 39        | 9          | 8        | 10         | 7       | 5           | -      |
| 8      | Time After Time - Cyndi Lauper                          | Justine Mattera      | 38        | 7          | 10       | 8          | 8       | 5           | -      |
| 1      | Prisencolinensinainciusol - Adriano Celentano           | Roberto Ciufoli      | 29        | 6          | 6        | 6          | 6       | 5           | -      |
| 5      | Mi sono innamorato di tuo marito - Cristiano Malgioglio | Carmen Di Pietro     | 25        | 5          | 5        | 5          | 5       | 5           | -      |

- Quarto giudice: Paolo Bonolis
- Ospiti: Clementino, Francesco Giorgino

## Cinque punti dei concorrenti
Ogni concorrente deve dare cinque punti a uno degli altri concorrenti (oppure a sé stesso). Questi cinque punti, assegnati prima dei punteggi forniti dai membri della giuria, contribuiscono a formare la classifica finale e il vincitore di puntata, che viene svelato al termine della stessa.
| Puntata | Annicchiarico | Bagnato       | Bonciani      | Ciufoli       | Di Pietro     | Joyce         | Mattera  | Penna    | Thomas   | Villano       | Zangaro       |
| ------- | ------------- | ------------- | ------------- | ------------- | ------------- | ------------- | -------- | -------- | -------- | ------------- | ------------- |
| 1       | Di Pietro     | Zangaro       | Zangaro       | Bonciani      | Ciufoli       | Bagnato       | Bonciani | Bonciani | Bonciani | Bonciani      | Bagnato       |
| 2       | Bagnato       | Joyce         | Thomas        | Di Pietro     | Bagnato       | Penna         | Joyce    | Ciufoli  | Zangaro  | Annicchiarico | Thomas        |
| 3       | Mattera       | Annicchiarico | Joyce         | Annicchiarico | Annicchiarico | Bonciani      | Thomas   | Joyce    | Zangaro  | Bonciani      | Mattera       |
| 4       | Bonciani      | Di Pietro     | Annicchiarico | Thomas        | Zangaro       | Mattera       | Zangaro  | Thomas   | Mattera  | Di Pietro     | Penna         |
| 5       | Ciufoli       | Mattera       | Bagnato       | Villano       | Villano       | Thomas        | Thomas   | Zangaro  | Penna    | Ciufoli       | Mattera       |
| 6       | Joyce         | Bonciani      | Ciufoli       | Joyce         | Villano       | Annicchiarico | Penna    | Mattera  | Zangaro  | Mattera       | Thomas        |
| 7       | Zangaro       | Villano       | Villano       | Penna         | Villano       | Penna         | Thomas   | Joyce    | Mattera  | Ciufoli       | Annicchiarico |
| 8       | Annicchiarico | Bagnato       | Bonciani      | Ciufoli       | Di Pietro     | Joyce         | Mattera  | Penna    | Thomas   | Villano       | Zangaro       |

## Classifica generale
Anche quest'anno la classifica finale è stata determinata, oltre che dai punti guadagnati da ciascun concorrente nelle esibizioni di tutte le puntate, anche da altri 5 punti bonus, assegnati nell'ultima puntata da ogni giudice e dai coach a un concorrente a loro scelta, rispettivamente:
- Giorgio Panariello: Amelia Villano
- Alessia Marcuzzi: Giulia Penna
- Cristiano Malgioglio: Kelly Joyce
- Coach: Thomas

| Posizione | Concorrente          | Punti |
| --------- | -------------------- | ----- |
| 1         | Verdiana Zangaro     | 503   |
| 2         | Kelly Joyce          | 470   |
| 3         | Feysal Bonciani      | 446   |
| 4         | Amelia Villano       | 444   |
| 5         | Giulia Penna         | 407   |
| 6         | Thomas               | 390   |
| 7         | Simone Annicchiarico | 367   |
| 8         | Massimo Bagnato      | 360   |
| 9         | Roberto Ciufoli      | 297   |
| 10        | Justine Mattera      | 285   |
| 11        | Carmen Di Pietro     | 193   |

- Verdiana Zangaro vince la quattordicesima edizione di Tale e quale show.
- Kelly Joyce è la seconda classificata.
- Feysal Bonciani è il terzo classificato.

## Ascolti
| Puntata | Messa in onda     | Telespettatori | Share  |
| ------- | ----------------- | -------------- | ------ |
| 1       | 20 settembre 2024 | 3 012 000      | 19,87% |
| 2       | 27 settembre 2024 | 3 025 000      | 19,60% |
| 3       | 4 ottobre 2024    | 3 147 000      | 20,63% |
| 4       | 11 ottobre 2024   | 3 538 000      | 22,61% |
| 5       | 18 ottobre 2024   | 3 314 000      | 20,88% |
| 6       | 25 ottobre 2024   | 3 392 000      | 22,10% |
| 7       | 1º novembre 2024  | 3 274 000      | 22,30% |
| 8       | 8 novembre 2024   | 3 429 000      | 22,64% |
| Media   | Media             | 3 266 000      | 21,33% |

- Nota: con una media di 3 266 000 telespettatori, questa edizione è la meno vista della storia del programma.